# Carlos Kameni
Idriss Carlos Kameni (Douala, 18 februari 1984) is een Kameroens doelman in het betaald voetbal. Hij tekende in augustus 2021 een contract bij Arta/Solar7 uit Arta, Djibouti. Kameni debuteerde in mei 2001 in het Kameroens voetbalelftal, waarvoor hij meer dan zestig interlands speelde.

## Clubvoetbal
Kameni stond van 2001 tot 2004 onder contract bij verschillende Franse clubs, maar zijn debuut in de Ligue 1 bleef uit. Na Le Havre (2001–2002), Saint-Étienne (2002–2003) en opnieuw Le Havre (2003–2004), werd de doelman in 2004 gecontracteerd door Espanyol. In zijn eerste seizoen bij de Spaanse club speelde hij direct alle wedstrijden in de Primera División. In 2006 won Kameni de Copa del Rey met Espanyol. In januari 2012 vertrok Kameni naar Málaga, waar hij vijf seizoenen verbleef. In juli 2017 tekende Kameni een driejarig contract bij Fenerbahçe en speelde hier tot augustus 2019. Na ruim twee jaar geen club te hebben gehad, tekende Kameni in augustus 2021 een contract bij Arta/Solar7 uit Arta, Djibouti.

### Statistieken
| Seizoen | Club       | Competitie       | Wed. | Goals |
| ------- | ---------- | ---------------- | ---- | ----- |
| 2004/05 | Espanyol   | Primera División | 38   | 0     |
| 2005/06 | Espanyol   | Primera División | 17   | 0     |
| 2006/07 | Espanyol   | Primera División | 36   | 0     |
| 2007/08 | Espanyol   | Primera División | 30   | 0     |
| 2008/09 | Espanyol   | Primera División | 37   | 0     |
| 2009/10 | Espanyol   | Primera División | 31   | 0     |
| 2010/11 | Espanyol   | Primera División | 33   | 0     |
| 2011/12 | Espanyol   | Primera División | 0    | 0     |
| 2011/12 | Málaga     | Primera División | 9    | 0     |
| 2012/13 | Málaga     | Primera División | 3    | 0     |
| 2013/14 | Málaga     | Primera División | 0    | 0     |
| 2014/15 | Málaga     | Primera División | 38   | 0     |
| 2015/16 | Málaga     | Primera División | 28   | 0     |
| 2016/17 | Málaga     | Primera División | 35   | 0     |
| 2017/18 | Fenerbahçe | Süper Lig        | 9    | 0     |
| 2018/19 | Fenerbahçe | Süper Lig        | 0    | 0     |

## Nationaal elftal
Kameni debuteerde in mei 2001 in het Kameroens nationaal elftal. In 2000 won hij met Kameroen onder 23 de gouden medaille op de Olympische Zomerspelen van Sydney. In de finale won de doelman na strafschoppen van Spanje, waar onder anderen zijn latere ploeggenoot bij Espanyol, Raúl Tamudo, meespeelde. Kameni was met een leeftijd van zestien jaar de jongste olympische voetbalkampioen ooit. Een jaar later won Kameni met Kameroen de CAF Africa Cup of Nations (Afrikaans kampioenschap voetbal). In 2002 behoorde Kameni tot de selectie van Kameroen voor het WK in Zuid-Korea. Een jaar later haalde hij met zijn land de finale van de FIFA Confederations Cup van 2003, waarin gastland Frankrijk won.

## Erelijst
Espanyol
- Copa del Rey: 2005/06

 Kameroen onder 23
- Olympische Zomerspelen: 2000

 Kameroen
- CAF Africa Cup of Nations: 2002

Individueel
- Málaga Speler van het Jaar: 2014/15